# Codex Guelferbytanus B
- Papyrus
- Onciale
- Minuscules
- Lectionnaire

Le Codex Guelferbytanus B, portant le numéro de référence  Qe ou 026 (Gregory-Aland), ε 4 (von Soden), est un manuscrit de vélin en écriture grecque onciale. 

## Description
Le codex se compose de 13 folios, écrites sur deux colonnes, à 28 lignes par colonne. Les dimensions du manuscrit sont 26.5 x 21.5 cm.
C'est un palimpseste, le 2e texte s'intitule Origines d'Isidore de Séville, en latin. 
Ce manuscrit contient du texte du Évangile selon Luc et Évangile selon Jean, avec de nombreuses lacunes. 
Les paléographes sont unanimes pour dater ce manuscrit du Ve siècle. 
Contenu
Évangile selon Luc 
4,34-5,4, 6,10-26, 12,6-43, 15,14-31, 17,34-18,15, 18,34-19,11, 19,47-20,17, 20,34-21,8, 22,27-46, 23,30-49; 
Évangile selon Jean
12,3-20, 14,3-22.
Texte
Ce codex est un représentant du type byzantin avec de nombreuses lectures allien (d'habitude alexandrin). Kurt Aland le classe en Catégorie V. 
John 12:5 πτωχοις ] τοις πτωχοις
John 12:6 ειπεν δε τουτο ουχ οτι ] omitted
John 12:6 εβασταζεν ] εβαωζεν
John 12:7 τηρηση ] τηρησεν
John 12:9 εγνω ουν ο οχλος πολυς ] εγνω ουν οχλος πολυς
John 12:12 ο ] omitted
John 12:13 — ] λεγοντες
John 12:16 αυτου οι μαθηται ] οι μαθηται αυτου
John 12:19 ειπαν ] ειπον
John 12:19 ο κοσμος ] ο κοσμος ολος
Le manuscrit a été examiné par Tischendorf et David C. Parker.
Il est conservé à la Herzog August Bibliothek (Weissenburg 64) à Wolfenbüttel,.